# Jean Jacques Charles de Laharpe
Jean Jacques Charles de Laharpe o La Harpe (30 de septiembre de 1802- 25 de junio de 1877) fue un médico, zoólogo, botánico, y taxónomo suizo.

## Biografía
En 1826, obtiene el doctorado en medicina por la Universidad de Gotinga. Vuelve a Lausana, y será médico jefe del Hospital Cantonal por 40 años. Se ocupó de la historia natural, entre otros botánica y geología.

## Algunas publicaciones
- 1867. Notes sur quelques formes de dermatoses tubéroïdes, 15 pp.
- 1862. Quelques réflexions déduites de l'observation vulgaire, sur la question des glaciers, 24 pp.

- 1854. Nouveau procédé pour doser l'urée et ses combinaisons dans l'urine: son application au dosage de la glucose, 11 pp.

- 1853. Faune suisse: lépidoptères, reeditó en 2011 BiblioBazaar, 500 pp. ISBN 1246425556, ISBN 9781246425550

- 1853. Phalénides (Geometra. Lin.) Vols. 1, 3-4, 6, 10, 12-14, 20 de Neue Denkschriften der Allgemeinen Schweizerischen Gesellschaft für die Gesammten Naturwissenschaften, 160 pp.

- 1844. Coup d'oeil sur l'épidémie de fièvres typhoïdes qui régna à Lausanne dans l'hiver 1841 et 1842, 50 pp.

- 1825. Essai d'une monographie des vraies joncées, comprenant les genres Juncus, Luzula et Abama, 93 pp.
- La abreviatura «Laharpe» se emplea para indicar a Jean Jacques Charles de Laharpe como autoridad en la descripción y clasificación científica de los vegetales.[2]